# Кошсы
Кошсы́, кушчи́ (тат. Кошчы, баш. Ҡошсо, азерб. quşçu tayfası, гушчу, кирг. Кушчу) — тюркское племя, принявшее участие в этническом формировании татар, башкир, узбеков, казахов, киргизов, ногайцев, туркмен, азербайджанцев. Согласно исследователям, в составе татар племя смешано с остяками, в составе башкир этнически связано с дуванцами.

## История
Племя кушчи фиксировалось как одно из племён государства Шейбанидов и имели связь с шибанидскими татарами. По мнению Ахмед Заки Валиди, племя могло относится к «правящим» племенам и иметь титул «карачи».
Как пишет Д. М. Исхаков, в составе татар кушчи смешаны с остяками. По сведениям, Р. Г. Кузеева в составе башкир племя этнически связано с дуванцами. Имеется упоминание племени кушчи в составе кочевых узбеков. Племя кутчи зафиксировано А. Д. Гребенкиным у зеравшанских узбеков. У узбеков этноним распространен в следующих формах: кошчи ~ куджи ~ куйджи ~ кутчи. В форме кутчи записана родовая организация у туркмен Амударьи и верховьев Кашкадарьи. У туркмен известны род кушчи (кущи) племени салор и род кутчи в составе племени сакар. Родоплеменная группа кушчи вошла в состав и казахов (род кусчи поколения кара-кисяк племени аргун Среднего жуза). Род къушсы записан также среди кара-ногаев Северного Кавказа (род къусши племени месит объединения йембойлыкъ караногайцев). Согласно С. А. Абрамзону, у киргизов племя кушчу относится к числу «основных» и «древних». Н. И. Гродеков приводит название племени в форме коще. В составе киргизов известны племя кутчу (кушчу), а также группа кутчу в составе племени бугу. Племя кушчи упоминается в составе могулов.
Ц. Д. Номинханов относил племя кутчи к числу монгольских групп, вошедших в состав узбеков. Существует версия отождествления кутчи с монгольскими этническими группами каучин и хуучин. Схожие этнонимы (котчи, котчинер, кетченер) имеются в составе ойрат-монголов: в составе дербетов (котчи) и торгутов (кетченеры и яргачин кетченеры Ики-цохуровского улуса, кетченеры Эркетеневского улуса калмыков).
На Кавказе и в Малой Азии этноним отложился в топонимах. А. Гусейнзаде приводит более 10 названий в Азербайджане, Иранском Азербайджане и в Турции с основой Кушчу: Кушчулар, Ашагы Кушчу, Кушчу Али и другие. Этноойконим Кушчу в Азербайджане, Армении, Грузии и Иране, как пишет В. А. Бушаков, связан с азербайджанцами. Этноним отражён в крымской ойконимии: Джага-Кущи и Кара-Кущи (Каракосчи).

## Родовой состав
Родовые подразделения: ак-ай • бурангул • гузаир • кадыр • калмак • кулсыкай • кусякбирде • муслим • мэтэй • черемис • султан • сэкетэ • тэлкэ • тугыз • умэртэй • сабанак • сарт.

## Территория расселения
Кошсинцы переселились с берегов рр. Самара и Мелекес к устью реки Ик, оттуда по левобережью Камы перешли в северный Башкортостан и в долину реки Ай. На этнический облик кошсинцев оказали влияние пришедшие с запада племена ельдяк, еней, ставшие их припущенниками, и поволжские татары. В конце 18 — начале 19 в. племя делится на большекущинский и малокущинский роды (волости). Ныне на территории расселения племени кошсы находятся части Мечетлинского, Дуванского, Белокатайского районов Республики Башкортостан и части Красноуфимского, Артинского, Ачитского городских округов Свердловской области. Потомки кушчинцев, говорят на татарском языке, считают его своим родным языком, в их языке отсутствуют специфичные черты башкирского языка.

## Этноним
Народная этимология термина 'кошсы' значит — 'сокольничий'.

## Кошсы и дуваны
Кошсы (кушчи) — племя с давних времен, еще до расселения в Башкирии, связано с дуванцами. Кошсинцы рассказывают предания о приходе в Башкирию «с Алтая» или «с юга... двух стариков» — Дувана с 14 сыновьями и Кошсы.
По сообщению Рашид ад-Дина, эмир Мазук-кушчи, который находился на службе у монгольского каана и был старшим начальником сокольничих кушчиан, происходил из племени дурбан. По мнению Р. Г. Кузеева, дуваны являются потомками монгольского племени дурбан. Роль дурбанов в формировании ряда тюркских народов не раз отмечалась историками и этнографами.
По мнению И. П. Магидовича, племя кошсы (кушчи) также восходило к монголам. Ю. А. Евстигнеев включал кошсы в число племён тюрко-монгольского происхождения.